# Jänken
Jänken är en svensk dramafilm från 1970 i regi av Lars Forsberg, vars förlaga var en roman med samma namn av författaren Märta Weiss.
Filmen hade urpremiär den 16 februari 1970 och var tillåten från elva år. Den var Forsbergs debut som regissör.

## Inspelning
Filmen spelades in under sommaren 1969, närmare bestämt mellan den 9 juni och 25 juli, primärt i stadsdelen Annedal i Göteborg.

## Handling
Inger blir gravid med en amerikansk man som överger henne. Maskot flyttar in tillsammans med Inger i hennes lägenhet. Inger vill att de ska inleda ett förhållande, men Maskot har andra planer. Tillsammans med några vänner genomför han flera stölder och använder Ingers lägenhet som tjuvgömma. Han blir dock påkommen och alla, inklusive Inger, ställs inför rätta. I filmens slutscener får man återigen se Inger ensam, denna gång helt ensam utan sitt barn Jänken, som hon har fått adoptera bort.

## Rollista
- Anita Ekström - Inger
- Lars Green - Maskot
- Mona Dan-Bergman - Morsan
- Inger Ekström - Anita
- Gunnar Ossiander - tobakshandlare
- Louise Hedberg - Sylvia, Ingers syster
- Kay Sandberg - Maskots kompis
- Gunnar Karlsson - Maskots kompis
- May Dawson - Tyra
- Benny Hansson - Johnny
- Anna-Lisa Holstensson - Larsson, grannfru
- Åje Eriksson - bagare
- Tommy Sernling - Peter
- Lillan Forsberg - Peters fru
- Albert Sjöblom - Peters far
- Elsa Lagerberg - Peters mor
- Inger Appelqvist - barnmorska
- Sture Hagberg - barnläkare
- Nanny Carlsson - barnsköterska
- Tage Johansson - resebyråtjänsteman
- Gösta Forsberg - man med bil
- Sören Landberg - "generalen"
- Ulf Norén	- åklagare
- Bengt Jerlov - försvarsadvokat
- Tage Wingstrand - kriminalare
- Göran Törnbrink - kriminalare
- Bo Gunnar Nyström	- fosterfader
- Caisa Nyström - fostermoder
- Agneta Lyre - kurator
- Inga Cronzell - socialarbetare
- Carl Gustaf Ringius - domaren

## Musik
I filmen används Monica Dominiques "Meeting at Meths", Jojje Wadenius' "Little Charlie", Elmore James' "Dust My Broom" och Dallas Fraziers "Mohair Sam", den sista försedd med svensk text av Stikkan Anderson.

## Mottagande
Filmen mottogs genomgående positivt i pressen.

## Priser och utmärkelser
- 1970 – Guldbagge (bästa skådespelerska Anita Ekström)
- 1970 – Chaplin-priset (debutantpris till regissören Lars Forsberg)
- 1970 – Svenska Filminstitutets kvalitetsbidrag (341 162 svenska kronor)

### Fotnoter
1. 1 2 3 4 5 6  ”Jänken”. Svensk Filmdatabas. http://www.sfi.se/sv/svensk-filmdatabas/Item/?itemid=4846&type=MOVIE&iv=Basic&ref=/templates/SwedishFilmSearchResult.aspx?id%3d1225%26epslanguage%3dsv%26searchword%3dj%C3%A4nken%26type%3dMovieTitle%26match%3dBegin%26page%3d1%26prom%3dFalse. Läst 19 augusti 2012.